# 菊地義雄
菊地 義雄（きくち よしお、1951年<昭和26年> - ）は、日本の地方公務員。川崎市総務局長、同市信用保証協会会長、同市副市長を歴任。瑞宝小綬章受章。

## 人物・経歴
日本大学卒業。1974年 川崎市役所に入庁し、健康福祉局企画課長、病院局総務部長、病院局長、2008年 (平成20年) 4月 同職を木村実と交代し市民・こども局長、2009年4月 同職を太田直と交代し長谷川忠司の後任として健康福祉局長、2011年4月 同職を木村と交代し長谷川の後任として総務局長。2012年3月 船橋兵悟を同職の後任として定年退職。
川崎市信用保証協会専務理事を経て2013年4月 同協会会長。同年12月 福田紀彦市長が斎藤力良を同月で退任させ、翌2014年1月から菊地を副市長に起用する案を同市議会に提出。起用理由について福田は「私が最重点課題に挙げている待機児童解消などを実現するのに、これまでの経験と経歴などを総合的に判断して最適と思う」と述べた。同時に再任された砂田慎治、三浦淳らと副市長を務め、2017年12月 任期満了退任。

## 栄典
2021年11月 令和3年秋の叙勲で地方自治功労により瑞宝小綬章を受章